# Dumma mej
Dumma mej, originaltitel Despicable Me, är en animerad långfilm från 2010, producerad av Illumination Entertainment och Universal Pictures.

## Handling
Gru är en mästerskurk och han gör allt för att bli den mest omtalade skurken genom tiderna. Dock går det inte så bra och när det uppdagas att en av pyramiderna i Egypten har blivit stulen börjar han få problem. Han bestämmer sig för att han ska stjäla månen, men för att göra det måste han ha en krympstråle. Krympstrålen finns i ett hemligt labb i Kina och när Gru åker dit och hämtar den får han besök av skurken Vector som tar strålen ifrån honom.
Gru gör nu allt för att få tillbaka strålen men ingen eller inget kommer innanför Vectors tomtgräns… förutom tre hemlösa flickor; Agnes, Edith och Margo, som är där för att sälja kakor. Gru beslutar sig nu för att adoptera flickorna och använda dem till sin lömska plan. Gru vet dock inte hur det är att ha barn och de gör i början allt för att motarbeta dem. Med lite tur lyckas de charma Gru och hjälper honom bygga sin raket när banken vägrar ge dem ett nytt lån. Dagen för den planerade uppskjutningen närmar sig och det visar sig att dagen för uppskjutningen är samma dag som flickorna ska ha balettuppvisning. Gru är motvillig till sin plan då flickorna betyder mer och mer för honom.

## Rollista
- Steve Carell - Felonious Gru
- Jason Segel - Victor "Vector" Perkins
- Russell Brand - Dr. Nefario
- Miranda Cosgrove - Margo
- Dana Gaier - Edith
- Elsie Fisher - Agnes
- Will Arnett - Bankdirektör Perkins
- Kristen Wiig - Fröken Hattie
- Julie Andrews - Marlena Gru
- Danny McBride - Fred McDade
- Jack McBrayer - Man på nöjesfältet

## Svenska röster
- Henrik Dorsin - Felonious Gru
- Göran Gillinger - Victor "Vector" Perkins
- Rafael Edholm - Dr. Nefario
- Emma Lewin - Margo
- Alexandra Alm Nylén - Edith
- Julia Kenning - Agnes
- Adam Fietz - Bankdirektör Perkins
- Hanna Hedlund - Fröken Hattie
- Marie Richardson - Marlena Gru
- Övriga röster - Vicki Benckert, Karin Bergquist, Calle Carlswärd, Tomas Engström, Mia Hansson, Joakim Jennefors, Emma Liljeqvist, Henning Lööf, Jacob Nordenson, Ole Ornered, Simon Sjöquist

## Uppföljare
År 2013 släpptes uppföljaren Dumma mej 2.
År 2017 släpptes Dumma mej 3.
År 2024 släpptes Dumma mej 4 .

### Spinoffs
2015 kom spinoffen Minioner.
2022 kom spinoffen Minioner: berättelsen om Gru. Filmen hade ursprungligen planerats att släppas år 2020 men premiären försenades två år på grund av coronaviruspandemin.